# Salto en esquí en los Juegos Olímpicos de Lake Placid 1932
La competición de salto en esquí en los Juegos Olímpicos de Lake Placid 1932 se realizó en el Trampolín de Saltos Intervale de Lake Placid el 12 de febrero de 1932.

## Medallistas
| Evento                                      | Oro                                | Plata                            | Bronce                              |
| ------------------------------------------- | ---------------------------------- | -------------------------------- | ----------------------------------- |
| Trampolín grande individual (12 de febrero) | Birger Ruud · Noruega · 228,1 pts. | Hans Beck · Noruega · 227,1 pts. | Kåre Walberg · Noruega · 219,5 pts. |

## Medallero
| Núm. | País    | Oro | Plata | Bronce | Total |
| ---- | ------- | --- | ----- | ------ | ----- |
| 1    | Noruega | 1   | 1     | 1      | 3     |
|      | TOTAL   | 1   | 1     | 1      | 3     |